# Maurice Kottelat
Maurice Kottelat (* 16. Juli 1957 in Delémont, Schweiz) ist ein Schweizer Ichthyologe, der vor allem durch seine taxonomische Arbeit an europäischen Süßwasserfischen und durch seine Entdeckung neuer Süßwasserfische in Indonesien, darunter einige der kleinsten Fischarten der Welt, bekannt geworden ist. Zu seinen Forschungsfeldern zählen die Fischfamilien Balitoridae, Nemacheilidae, Cyprinidae, Sisoridae und Salmonidae.

## Leben
1976 schrieb sich Kottelat in die Universität Neuenburg ein, wo er 1987 sein Diplom erhielt. 1990 wurde er an der Universität von Amsterdam promoviert. 1980 begann seine Feldarbeit in Thailand. In der Folgezeit besuchte er Laos, Indonesien, die Mongolei und Griechenland. 1997 verfasste er eine Revision der Gattung Coregonus, die mehrere Fischarten der Schweizer Voralpenseen und des Bodensees betraf.
Während seiner Zusammenarbeit mit Dr. Tan Heok Hui, Kurator am Raffles Museum of Biodiversity Research in Singapur, entdeckte er 1996 auf Sumatra den Süßwasserfisch Paedocypris progenetica, dessen Weibchen mit einer Länge von 7,9 mm als kleinster Fisch und als eines der kleinsten Wirbeltiere der Welt gilt. 
Von 1997 bis 2007 war Kottelat Präsident der Société Européenne d’Ichthyologie, einer 1976 gegründeten Vereinigung der europäischen Ichthyologen. 
Kottelat beschrieb über 440 neue Fischtaxa und veröffentlichte etwa 280 wissenschaftliche Publikationen. Seit 1989 ist er Herausgeber des Journals Ichthyological Exploration of Freshwaters.
Kottelat lebt in Cornol im Schweizer Kanton Jura.

## Auszeichnungen
1976 erhielt Maurice Kottelat den Prix de Jeune der Société jurassienne d’émulation (SJE). Am 4. November 2006 erhielt er in einer feierlichen Dies-academicus-Zeremonie den Ehrendoktortitel der Universität Neuenburg. 2007 bekam er den Prix scientifique Jules Thurman der Société jurassienne d’émulation.

## Dedikationsnamen
Zu den Fischarten und Gattungen, die nach Kottelat benannt wurden, zählen Kottelatia brittani, Luciobarbus kottelati, Monodactylus kottelati, Neogastromyzon kottelati, Rasbora kottelati, Tondanichthys kottelati, Exostoma kottelati und Amolops kottelati.

## Schriften
- 1990: Indochinese Nemacheilines, a revision of nemacheiline loaches (Pisces: Cypriniformes) of Thailand, Burma, Laos, Cambodia and southern Viet Nam. 180 text-figures, 262 S.
- 1996: Freshwater Biodiversity in Asia: With Special Reference to Fish
- 1997: European Freshwater fishes. An heuristic checklist of the freshwater fishes of Europe (exclusive of former USSR), with an introduction for non-systematists and comments on nomenclature and conservation. Biologia (Bratislava) Sect. Zool., 52 (Suppl.):271 S.
- 1997: Freshwater Fishes of Western Indonesia and Sulawesi
- 1998: Fishes of Brazil - An Aid to the Study of Spix and Agassiz's (1829-31) Selecta Genera et Species Piscium Brasiliensium Including an English Translation of the Entire Text by V.L. Wirasinha and Reproduction of all Illustrations
- 2001: Fishes of Laos
- 2001: Freshwater fishes of Northern Vietnam: A preliminary check-list of the fishes known or expected to occur in Northern Vietnam: with comments on systematics and nomenclature
- 2007: Handbook of European Freshwater Fishes (mit Jörg Freyhof). ISBN 978-2-8399-0298-4
- 2012: Conspectus cobitidum: an inventory of the loaches of the world (Teleostei: Cypriniformes: Cobitoidei) (PDF; 5,7 MB). The Raffles Bulletin of Zoology, Supplementum Nr. 26, 199 S.
- 2013: The fishes of the inland waters of Southeast Asia: A catalogue and core bibliography of the fishes known to occur in freshwaters, mangroves and estuaries. (PDF; 6,6 MB) The Raffles Bulletin of Zoology, November 2013, Supplement No. 27.